# Meridiano 80 este
El meridiano 80 este es una línea de longitud que se extiende desde el Polo Norte atravesando el océano Ártico, Asia, el océano Índico, el océano Antártico y la Antártida hasta el Polo Sur.
El meridiano 80 este forma un gran círculo con el meridiano 100 oeste.

## De polo a polo
Comenzando en el Polo Norte y dirigiéndose hacia el Polo Sur, el meridiano atraviesa:
| Coordenadas                     | País, territorio o mar | Notas                                                                          |
| ------------------------------- | ---------------------- | ------------------------------------------------------------------------------ |
| 90°0′N 80°0′E / 90.000, 80.000  | Océano Ártico          | Mar de Kara                                                                    |
| 81°7′N 80°0′E / 81.117, 80.000  | Mar de Kara            |                                                                                |
| 80°58′N 80°0′E / 80.967, 80.000 | Rusia                  | Isla Ushakov                                                                   |
| 80°50′N 80°0′E / 80.833, 80.000 | Mar de Kara            | Pasando al oeste de la Isla Dikson, Rusia                                      |
| 72°11′N 80°0′E / 72.183, 80.000 | Rusia                  |                                                                                |
| 50°51′N 80°0′E / 50.850, 80.000 | Kazajistán             |                                                                                |
| 44°58′N 80°0′E / 44.967, 80.000 | China                  | Sinkiang – durante unos 18 km                                                  |
| 44°48′N 80°0′E / 44.800, 80.000 | Kazajistán             |                                                                                |
| 42°22′N 80°0′E / 42.367, 80.000 | Kirguistán             |                                                                                |
| 42°2′N 80°0′E / 42.033, 80.000  | China                  | Sinkiang                                                                       |
| 35°27′N 80°0′E / 35.450, 80.000 | Aksai Chin             | Diputado entre India y China                                                   |
| 34°39′N 80°0′E / 34.650, 80.000 | China                  | Tíbet                                                                          |
| 30°52′N 80°0′E / 30.867, 80.000 | Aksai Chin             | Diputado entre India y China – durante unos 4 km                               |
| 30°50′N 80°0′E / 30.833, 80.000 | India                  | Uttarakhand Uttar Pradesh Madhya Pradesh Maharashtra Andhra Pradesh Tamil Nadu |
| 12°14′N 80°0′E / 12.233, 80.000 | Océano Índico          | Bahía de Bengala                                                               |
| 9°48′N 80°0′E / 9.800, 80.000   | Sri Lanka              | Península de Jaffna                                                            |
| 9°36′N 80°0′E / 9.600, 80.000   | Océano Índico          | Estrecho de Palk                                                               |
| 9°0′N 80°0′E / 9.000, 80.000    | Sri Lanka              |                                                                                |
| 6°24′N 80°0′E / 6.400, 80.000   | Océano Índico          |                                                                                |
| 60°0′S 80°0′E / -60.000, 80.000 | Océano Antártico       |                                                                                |
| 68°2′S 80°0′E / -68.033, 80.000 | Antártida              | Territorio Antártico Australiano, reclamado por Australia                      |